# Rizván Guelisjánov
Rizván Guelisjánov –en ruso, Ризван Гелисханов– (1963) es un deportista soviético que compitió en halterofilia.
Ganó una medalla de plata en el Campeonato Mundial de Halterofilia de 1989 y dos medallas en el Campeonato Europeo de Halterofilia, plata en 1989 y bronce en 1990.

## Palmarés internacional
| Campeonato Mundial | Campeonato Mundial | Campeonato Mundial | Campeonato Mundial |
| Año                | Lugar              | Medalla            | Categoría          |
| ------------------ | ------------------ | ------------------ | ------------------ |
| 1989               | Atenas (Grecia)    | Medalla de plata   | +110 kg            |
| Campeonato Europeo |                    |                    |                    |
| Año                | Lugar              | Medalla            | Categoría          |
| 1989               | Atenas (Grecia)    | Medalla de plata   | +110 kg            |
| 1990               | Ålborg (Dinamarca) | Medalla de bronce  | 110 kg             |